# Leipomeles lamellaria
Leipomeles lamellaria är en getingart som beskrevs av Moebius 1856. Leipomeles lamellaria ingår i släktet Leipomeles och familjen getingar. Inga underarter finns listade i Catalogue of Life.